# Alleen maar nieuwsgierig
Alleen maar nieuwsgierig is een hoorspel van Ludvík Kundera. Neugierde werd in 1967 door de Sender Freies Berlin uitgezonden. C. Denoyer vertaalde het en de VARA zond het uit op zaterdag 5 april 1969, van 21.00 uur tot 22.00 uur (met herhalingen op zaterdag 14 augustus 1971 en woensdag 13 augustus 1975). De regisseur was Ad Löbler.

## Rolbezetting
- Joke Hagelen (Alexandra)
- Frans Somers (Senecky)
- Elisabeth Versluys (z’n vrouw)
- Dogi Rugani (de tante van Alexandra)
- Jan Borkus (de houtvester)
- Elly den Haring (de vrouw van de houtvester)
- Han König, Willy Ruys & Rudi West (de drie oude mannen)
- Hans Veerman & Nel Snel (de werkmeester & z’n vrouw)
- Jan Wegter (de voorzitter)
- Hans Kemna (Sentimental Johnny)
- Harry Bronk (de stem door de radio)

## Inhoud
Eigenlijk had Alexandra helemaal niet willen luisteren toen haar hospes en hospita, de Senecks, weer eens kibbelden. Maar dan bleef ze toch voor de deur staan. Uiteindelijk ging ze zelfs binnen, uit nieuwsgierigheid, om te zien hoe de twee kemphanen zouden reageren. De aandrang om aan meneer Seneck te zeggen dat ze hem heimelijk vereerde, kwam heel plots in Alexandra op. Op de hartstochtelijke ontwikkeling die volgde, had ze echter niet gerekend. Dat leidde ertoe dat ze vluchtte naar haar tante op het platteland. Wat fijn dat die een tabakswinkeltje had, waarin ze kon meehelpen. Met de kopers, die maar al te graag met haar kennis maakten, speelde ze het wel klaar. Alleen de houtvester baarde haar zorgen: hij betoonde helemaal geen interesse. Alexandra’s nieuwsgierigheid was gewekt en ze beraamde een plannetje, maar had ze ditmaal de gevolgen kunnen voorzien, dan had ze haar nieuwsgierigheid wel bedwongen...